# Ibrahim ibn al-Aghlab
Ibrahim ibn al-Aghlab (arabe : إبراهيم بن الأغلب), né en 756 à Kairouan et décédé en 812, est le fondateur et premier émir de la dynastie des Aghlabides régnant sur l'Ifriqiya du 8 juillet 800 à sa mort.

## Biographie
Il est le fils d'Al-Aghlab Ibn Salim, gouverneur de l'Ifriqiya entre 765 et 768. Habile administrateur de la région du Zab, il obtient en 800 du calife abbasside Hâroun ar-Rachîd la souveraineté sur l'Ifriqiya, pour lui et sa descendance, contre le versement d'un tribut annuel,,.
Vers 801, il élève, à trois kilomètres au sud de Kairouan, la cité princière d'Al-Abbassiya dans laquelle il transfère le siège du gouvernement quand sa construction est achevée en 810.